# Srednja vas pri Polhovem Gradcu
Srednja vas pri Polhovem Gradcu este o localitate din comuna Dobrova-Polhov Gradec, Slovenia, cu o populație de 161 de locuitori.